# Municipio 11 Long Creek
El municipio 11 Long Creek (en inglés: Township 11, Long Creek) es un municipio ubicado en el  condado de Mecklenburg en el estado estadounidense de Carolina del Norte. En el año 2010 tenía una población de 11.204 habitantes.

## Geografía
El municipio 11 Long Creek se encuentra ubicado en las coordenadas 35°21′45.86″N 80°53′57.82″O / 35.3627389, -80.8993944.